# 신문왕릉
경주 신문왕릉(慶州 神文王陵)은 대한민국 경상북도 경주시 배반동에 있는 신라 31대 신문왕(재위 681∼692)의 무덤이다. 1969년 8월 27일 대한민국의 사적 제181호로 지정되었다.

## 개요
신라 31대 신문왕(재위 681∼692)의 무덤이다.
신문왕은 문무왕의 아들로 귀족들의 반란을 진압한 후 신라 중대 전제왕권을 확고히 하였다. 국립교육기관인 국학을 설립하고, 지방통치를 위해 9주5소경제도를 설치하였고, 고구려·백제·말갈인을 포함시킨 중앙 군사조직인 9서당을 완성하는 등 중앙과 지방의 정치제도를 정비하여 전제왕권을 다졌다.
높이 7.6m, 지름 29.3m의 둥글게 흙을 쌓은 원형 봉토무덤이다. 둘레돌은 벽돌모양으로 다듬어 5단으로 쌓았고 44개의 삼각형 받침돌이 둘레돌을 튼튼하게 받치고 있다.
『삼국사기』에 의하면 낭산(狼山) 동쪽에 신문왕을 장사지냈다고 되어있어, 낭산 동쪽 황복사터 아래쪽 12지신상이 남아있는 무너진 왕릉을 신문왕 무덤으로 보는 견해도 있었으나 2017년 그곳에 대한 발굴 조사 결과 신문왕의 능역이 아닌 8세기대 가릉이며 효성왕을 가릉의 주인공으로 추정했고, 현재는 황복사지에서 동쪽으로 500m가량 떨어져 있는 진평왕릉을 신문왕의 능으로 특정하는 견해가 많아지고 있다.

## 같이 보기
- 신문왕

## 참고 자료
- 신문왕릉 - 국가유산청 국가유산포털

1. ↑  https://www.donga.com/news/Opinion/article/all/20220607/113813195/1